# Pauropus nipponicus
Pauropus nipponicus är en mångfotingart som beskrevs av Kishida 1948. Pauropus nipponicus ingår i släktet grovfåfotingar, och familjen fåfotingar. Inga underarter finns listade i Catalogue of Life.